# Christiane Endler
Claudia Christiane Endler Mutinelli (ur. 23 lipca 1991 w Santiago) – Chilijska piłkarka występująca na pozycji bramkarza we francuskim klubie Olympique Lyon. Reprezentantka Chile.
Endler urodziła się w Santiago w Chile jej ojciec był Niemcem a matka Chilijką. Christiane posiada obywatelstwo chilijskie i niemieckie. Potrafi też mówić po hiszpańsku, portugalsku, angielsku, niemiecku i trochę po francusku. 
Endler uczestniczyła w takich imprezach rangi międzynarodowej jak Copa América U-17 kobiet 2008, MŚ U-20 kobiet 2008, Copa América kobiet w 2018 oraz Igrzyska Olimpijskie 2021, gdzie pełniła rolę kapitana reprezentacji.
W 2019 roku, jak i w 2020 r. była jedną z trzech finalistek nominowanych do nagrody The Best FIFA Women's Goalkeeper podczas gali The Best FIFA Football Awards, zdobywając drugie miejsce w obu latach. W 2021 r. na gali The Best FIFA Football Awards została wybrana najlepszą bramkarką (The Best FIFA Women's Goalkeeper).